# The Rugby Championship 2016
Il Rugby Championship 2016 (in inglese 2016 Rugby Championship) fu la 5ª edizione del torneo annuale di rugby a 15 tra le squadre nazionali di Argentina, Australia, Nuova Zelanda e Sudafrica nonché la 21ª assoluta del torneo annuale internazionale di rugby a 15 dell'Emisfero Sud.
Si tenne dal 20 agosto all'8 ottobre 2016 e fu vinto per la quattordicesima volta dalla Nuova Zelanda.
A seguito di accordi commerciali di sponsorizzazione, in Argentina il torneo fu noto come 2016 Personal Rugby Championship, in Australia come 2016 Castrol Edge Rugby Championship, in Nuova Zelanda come 2016 Investec Rugby Championship e in Sudafrica come 2016 Castle Rugby Championship.
In tale edizione di torneo fu introdotta da SANZAAR una modifica, già adottata dal Super Rugby, di calcolo del punto di bonus ai fini della classifica; la vecchia regola del bonus mete, in base alla quale qualsiasi delle due squadre avrebbe potuto aggiudicarsi un punto supplementare a incontro purché autrice di almeno quattro mete, fu sostituita da quella che assegnava il bonus a una squadra sola per ogni incontro, quella eventualmente capace di marcare tre mete più dell'avversaria.
Il valore delle marcature, come stabilito dall’IRFB nel 1992, era: 5 punti per ciascuna meta (7 se trasformata), 3 punti per la realizzazione di ciascun calcio piazzato, idem per il drop.
A novembre 2016 World Rugby promosse varie modifiche regolamentari, tra le quali l'introduzione dell'automatica concessione di 7 punti per la meta tecnica senza più la necessità di ricorrere alla trasformazione; per l'emisfero Sud tali modifiche entrarono in vigore dal 1º agosto 2017, in tempo quindi per l'edizione successiva di Championship.

## Avvenimenti
L'alto livello tecnico del torneo 2016 era indirettamente confermato dalla circostanza che le contendenti erano le quattro semifinaliste della recente Coppa del Mondo 2015 tenutasi nove mesi prima in Inghilterra; il torneo si aprì a Sydney tra le due finaliste, Australia e i campioni del mondo in carica della Nuova Zelanda; gli All Blacks inflissero ai loro rivali transoceaniani la loro peggior sconfitta interna, 34 punti di scarto
La supremazia della Nuova Zelanda fu netta: già alla quarta giornata, battendo il Sudafrica 41-13 a Christchurch, la squadra si aggiudicò matematicamente il campionato con due turni d'anticipo e concluse il torneo con un en plein mai registrato prima d'allora: sei vittorie su sei e bonus offensivo in ciascun incontro, per un totale di 30 punti; nell'occasione fu registrata la miglior vittoria su terreno sudafricano (57-15) e in assoluto la diciassettesima vittoria consecutiva degli All Blacks ivi comprese la Coppa del Mondo 2015 e i test match di metà anno.
Novità nella storia dell'ancora giovane torneo, fu adottato un campo neutro per la disputa di un incontro interno dell'Argentina: si trattò infatti del londinese Twickenham che ospitò l'incontro di chiusura del Championship tra i Pumas e l'Australia, prima volta di un incontro di torneo tenutosi fuori dai Paesi partecipanti; il prestigioso stadio inglese divenne quindi il primo a ospitare il maggior torneo rugbistico internazionale di ciascun emisfero (considerando anche il Sei Nazioni) più la Coppa del Mondo.
Gli Wallabies vinsero 32-21.

## Nazionali partecipanti e sedi
| Squadra       | Città                                   | Impianto interno                                                      |
| ------------- | --------------------------------------- | --------------------------------------------------------------------- |
| Argentina     | Buenos Aires Salta Londra (Regno Unito) | Stadio José Amalfitani Stadio Ernesto Martearena Stadio di Twickenham |
| Australia     | Brisbane Perth Sydney                   | Lang Park Perth Oval Stadium Australia                                |
| Nuova Zelanda | Christchurch Hamilton Wellington        | Rugby League Park Waikato Stadium Regional Stadium                    |
| Sudafrica     | Durban Nelspruit Pretoria               | Kings Park Mbombela Stadium Stadio Loftus Versfeld                    |

## Risultati

### 1ª giornata
| Arbitro: | Jaco Peyper |

|            |      |                                                                      |
| Phipps 74’ | mt   | 5’ Crotty 25’ B. Barrett 30’ Kaino 38’ Naholo 55’ Coles 58’ J. Savea |
|            | tr   | 5’, 25’, 38’ B. Barrett                                              |
| Foley 3’   | c.p. | 16’, 22’ B. Barrett                                                  |

| Arbitro: | Glen Jackson |

|                                      |      |                         |
| Combrinck 6’ Goosen 70’ Whiteley 78’ | mt   | 24’ Orlando 66’ Cordero |
| Jantjies 6’, 70’, 78’                | tr   | 24’, 66’ Sanchez        |
| Jantjies 17’, 55’, 73’               | c.p. | 15’, 23’, 64’ Sánchez   |

### 2ª giornata
| Arbitro: | Romain Poite |

|                                    |      |                          |
| 7’, 21’ Dagg 46’ J. Savea 61’ Cane | mt   |                          |
| B. Barrett 7’, 46’, 61’            | tr   |                          |
| B. Barrett 13’                     | c.p. | 11’, 20’ Foley 34’ Hodge |

| Arbitro: | Jérôme Garcès |

|                                                      |      |                                     |
| Tuculet 30’ Leguizamón 47’                           | mt   | 44’ Habana 67’ du Toit              |
| Sánchez 32’ Hernández 47’                            | tr   | 44’ Goosen                          |
| Sánchez 22’, 29’ Hernández 54’ González Iglesias 77’ | c.p. | 20’, 42’ Jantjies 63’, 73’ M. Steyn |

### 3ª giornata
| Arbitro: | Craig Joubert |

|                                                                                       |      |                                 |
| J. Savea 10’ A. Smith 23’, 67’ B. Barrett 35’ Crotty 53’, 63’ Faumuina 56’ Romano 76’ | mt   | 2’ Santiago Cordero             |
| B. Barrett 10’, 23’, 35’, 53’, 56’, 63’ Cruden 67’                                    | tr   | 2’ Sánchez                      |
| Dagg 31’                                                                              | c.p. | 14’, 19’, 26’, 38’, 49’ Sánchez |

| Arbitro: | Nigel Owens |

|                       |      |                        |
| Coleman 26’ Foley 66’ | mt   | 2’ Whiteley 17’ Goosen |
| Foley 26’, 66’        | tr   | 2’, 17’ Jantjies       |
| Foley 10’, 34’, 42’   | c.p. | 65’ M. Steyn           |

### 4ª giornata
| Arbitro: | Angus Gardner |

|                                                                               |      |                   |
| Dagg 21’ J. Savea 27’ B. Smith 48’ A. Savea 55’ S. Whitelock 64’ Perenara 70’ | mt   | 18’ Habana        |
| B. Barrett 21’, 48’, 55’, 70’                                                 | tr   | 18’ Jantjies      |
| B. Barrett 8’                                                                 | c.p. | 36’, 52’ Jantjies |

| Arbitro: | Wayne Barnes |

|                                                      |      |                     |
| Kerevi 1’ Haylett-Petty 7’ Genia 11’, 51’ Hooper 63’ | mt   | 43’ Cordero 71’ Isa |
| Foley 1’, 7’, 11’, 63’                               | tr   | 43’, 71’ Sánchez    |
| Hodge 74’                                            | c.p. | 22’, 33’ Sánchez    |

### 5ª giornata
| Arbitro: | Wayne Barnes |

|                             |      |           |
|                             | mt   | 13’ Sio   |
|                             | tr   | 13’ Foley |
| M. Steyn 25’, 34’, 40’, 75’ | c.p. | 7’ Foley  |
| M. Steyn 4’, 79’            | drop |           |

| Arbitro: | Jaco Peyper |

|                                   |      |                                                                  |
| Isa 57’ Tuculet 76’               | mt   | 27’ Lienert-Brown 34’ Crotty 38’ Coles 40’ Perenara 44’ B. Smith |
| Sánchez 57’ González Iglesias 76’ | tr   | 27’, 34’, 38’, 44’ B. Barrett                                    |
| Sánchez 33’                       | c.p. | 2’ B. Barrett                                                    |

### 6ª giornata
| Arbitro: | Jérôme Garcès |

|                                 |      |                                                                                             |
|                                 | mt   | 21’, 43’ Dagg 32’, 60’ Perenara 54’, 70’ B. Barrett 73’ C. Taylor 76’ B. Smith 80+1’ Squire |
|                                 | tr   | 32’, 60’, 70’ B. Barrett 73’, 76’, 80+1’ Sopoaga                                            |
| 4’, 17’, 26’, 49’, 58’ M. Steyn | c.p. |                                                                                             |

| Arbitro: | Mathieu Raynal |

|                                   |      |                                     |
| Alemanno 20’ de la Fuente 44’     | mt   | 5’ Coleman 38’, 49’ Kerevi 76’ Mumm |
| González Iglesias 44’             | tr   | 5’, 49’ Foley                       |
| González Iglesias 40+1’, 54’, 69’ | c.p. | 10’, 26’, 73’ Foley                 |

## Classifica
| Pos | Squadra       | G | V | N | P | PF  | PS  | DP   | BMP | Pt |
| --- | ------------- | - | - | - | - | --- | --- | ---- | --- | -- |
| 1   | Nuova Zelanda | 6 | 6 | 0 | 0 | 262 | 84  | +178 | 6   | 30 |
| 2   | Australia     | 6 | 3 | 0 | 3 | 119 | 147 | −28  | 1   | 13 |
| 3   | Sudafrica     | 6 | 2 | 0 | 4 | 117 | 180 | −63  | 2   | 10 |
| 4   | Argentina     | 6 | 1 | 0 | 5 | 129 | 216 | −87  | 1   | 5  |